# لولي بهية
لولي بهيَّة، ولدت في 19 سبتمبر 2002، هي عارضة أزياء فرنسية.

## سيرة
من مواليد مدينة ليون ، وهي ابنة لأب إسباني ، معلم كابويرا سابقا، وأم من أصل جزائري.
في عام 2018، كانت تدرس الموسيقى في معهد ليون الموسيقي عندما تم رصدها أثناء مسابقة عرض أزياء نظمتها إيجيري.

## حياة مهنية
ظهرت عارضة الأزياء الفرنسية لولي بهيَّة لأول مرة على منصات العرض في عام 2020 لصالح لويس فويتون وفيرساتشي وإيزابيل مارانت.
وفي جانفي 2023، أصبحت سفيرة العلامة التجارية الجديدة لـإيف سان لوران. وفي العام نفسه، افتتحت عرض أزياء شانيل للخريف و الشتاء في صالة القصر الكبير المؤقتة.
شاركت في فلم جين دو باري للمخرجة مايوين والذي تم عرضه في افتتاح مهرجان كان السينمائي لعام 2023.